# Batalla de Alasay
La Batalla de Alasay, con nombre en clave Operación Cenar Fuera (en inglés: Operation Dinner Out), fue una operación militar llevada a cabo por tropas del 27º Batallón de Cazadores Alpinos del Ejército de Tierra Francés y del 1.er Kandak (batallón) del Ejército Nacional Afgano, entre el 14 y el 23 de marzo de 2009. El Marine Embedded Training Team 6-4 así como otras unidades estadounidenses proporcionaron apoyo aéreo, tanto con helicópteros de ataque como con aviones de ataque A-10 Thunderbolt II y F-15E Strike Eagle. La operación permitió la construcción de dos bases para el Ejército Afgano en el valle de Alasay, que había estado bajo el control de la guerrilla desde 2006.